# 堺出入口
堺出入口（さかいでいりぐち）は、大阪府堺市堺区の阪神高速道路15号堺線の出入口。1号環状線・17号西大阪線方面のみ接続するハーフICである。環状線方面から堺出口(15-07)で下りずに本線を走ると国道26号（通称第二阪和国道）(15-08)と接続する。大阪市内方面に堺本線料金所（さかいほんせんりょうきんじょ）が併設されている。

## 道路
- 阪神高速15号堺線(15-07,15-08)

## 料金所

### 堺本線料金所（堺本線TB）
- ブース数：5
  - ETC専用：3
  - 一般：2

なお、時間帯や取締りによっては混在（ETC/一般）となる事がある。

## 接続する道路
- フェニックス通り（国道26号 大浜・浜口方面、国道310号、大阪府道2号大阪中央環状線（重複））
- 第二阪和国道（国道26号 和歌山・泉大津方面）
- 大小路筋 - 出路のみ接続

### 乗り継ぎ
当出入口と4号湾岸線の大浜出入口（北行出口、南行入口）の間に乗り継ぎ制度が設定されている。当出口(15-07)からETCを使わずに乗り継ぐ場合、乗継券を当出口(15-07)の出口乗継券発行所でスタッフから受け取る必要がある（ETC車の場合は無線で自動処理される為、乗り継ぎ券は不要）。

## 周辺
- 田出井山古墳（反正天皇陵）
- 南海高野線堺東駅
- 髙島屋堺店
- 堺市役所
- 堺区役所
- 大阪府警察堺警察署
- 堺市民芸術文化ホール（フェニーチェ堺）
- 大仙陵古墳（仁徳天皇陵）

## 隣
阪神高速15号堺線
(15-05)玉出出入口 - (15-06)住之江出入口 - (15-07,15-08)堺出入口